# Meiko (Unternehmen)
Die Meiko Maschinenbau GmbH & Co. KG. (kurz: MEIKO) ist ein deutsches Unternehmen mit Hauptsitz in Offenburg, Baden-Württemberg. Das Tätigkeitsfeld umfasst die Entwicklung und Produktion von gewerblichen Spülmaschinen und -anlagen, Fördersystemen, Speisereste-Anlagen, Reinigungs- und Desinfektionstechnik und Steckbeckenspülern.
Das Unternehmen bedient unterschiedliche Kundensegmente, z. B. HoReCa, Gemeinschaftsverpflegung, Krankenhäuser, Kur- und Rehakliniken, Senioren- und Pflegeheime, Bäckereien, Metzgereien, Airline-Catering, Lebensmitteleinzelhandel, Atemschutzträger in der Industrie und Safety-Branche uvm. Im Bereich der Korbtransport- und Bandmaschinen sowie der Reinigungs- und Desinfektionsgeräte ist Meiko Weltmarktführer. Die Meiko Eisengießerei GmbH, ein Unternehmen der Meiko-Gruppe, fertigt Teile aus Grauguss und Kugelgraphitguss für Kunden aus dem Maschinen-, Armaturen und Anlagenbau sowie der Montagetechnik. Geschäftsführer (CEO) ist Christoph Homburger.
Eigentümer der Meiko-Gruppe ist die Oskar und Rosel Meier-Stiftung. Die MEIKO-Gruppe bedient nach eigenen Angaben Kunden in über 90 Ländern, unterhält Marktorganisationen in 20 Ländern und hält weltweit 550 aktive Patente. Neben dem Hauptproduktionsstandort Offenburg, wird auch in den USA (La Vergne) und China (Zhongshan) für die dortigen Märkte produziert. MEIKO beschäftigt weltweit über 2.700 Mitarbeiterinnen und Mitarbeiter, davon rund 1.200 in Offenburg. Der Bruttoumsatz der Gruppe lag 2022 bei 391 Mio. Euro, die Exportquote bei über 60 Prozent.

## Belege
1. ↑  Impressum - MEIKO. Abgerufen am 11. Januar 2024.
2. ↑  Historie - MEIKO. Abgerufen am 11. Januar 2024.
3. ↑  Historie - MEIKO. Abgerufen am 11. Januar 2024.
4. ↑  MEIKO Gruppe - MEIKO. Abgerufen am 11. Januar 2024.
5. ↑  MEIKO Gruppe - MEIKO. Abgerufen am 11. Januar 2024.
6. ↑  MEIKO Gruppe - MEIKO. Abgerufen am 11. Januar 2024.
7. ↑  Historie - MEIKO. Abgerufen am 11. Januar 2024.